# Contea di Calhoun (Iowa)
La contea di Calhoun, in inglese Calhoun County, è una contea dello Stato USA dell'Iowa. Al censimento del 2000 la popolazione era di 11 115 abitanti. Il capoluogo di contea è Rockwell City. La contea, istituita nel 1855, deve il suo nome a John C. Calhoun, membro del Senato degli Stati Uniti.

## Geografia fisica
L'U.S. Census Bureau certifica che l'estensione della contea è di 1482 km², di cui 1477 km² composti da terra e 5 km² composti di acqua.

## Infrastrutture e trasporti

### Strade
- U.S. Highway 20
- Iowa Highway 4
- Iowa Highway 7
- Iowa Highway 175

## Contee confinanti
- Contea di Pocahontas, Iowa - nord
- Contea di Webster, Iowa - est
- Contea di Greene, Iowa - sud-est
- Contea di Carroll, Iowa - sud-ovest
- Contea di Sac, Iowa - ovest

## Comunità e località
La contea di Calhoun contiene dodici città, tre comunità non incorporate e sedici township:

### Città
- Farnhamville
- Jolley
- Knierim
- Lake City
- Lohrville
- Lytton
- Manson
- Pomeroy
- Rinard
- Rockwell City
- Somers
- Yetter

### Comunità non incorporate
- Easley
- Knoke
- Twin Lakes, a census-designated place

### Township
- Butler
- Calhoun
- Cedar
- Center
- Elm Grove
- Garfield
- Greenfield
- Jackson
- Lake Creek
- Lincoln
- Logan
- Reading
- Sherman
- Twin Lakes
- Union
- Williams